# Монкайо (природный парк)
Природный парк Монкайо (исп. Parque natural del Moncayo) — расположен на северо-востоке Испании, на западе провинции Арагон. Граничит с провинцией Сория.
Территория парка находится на склонах одноимённого горного массива, самой высокой части Иберийских гор, на северном склоне. Площадь природного парка составляет 11 144 га. Перепады высот составляют от 600 метров (долина реки Уэча) до 2315 метров (вершина Сан-Мигель).
Парк образован 27 октября 1978 года и имеет статус охраняемой территории с устойчивым использованием природных ресурсов.

## Физико-географическое описание

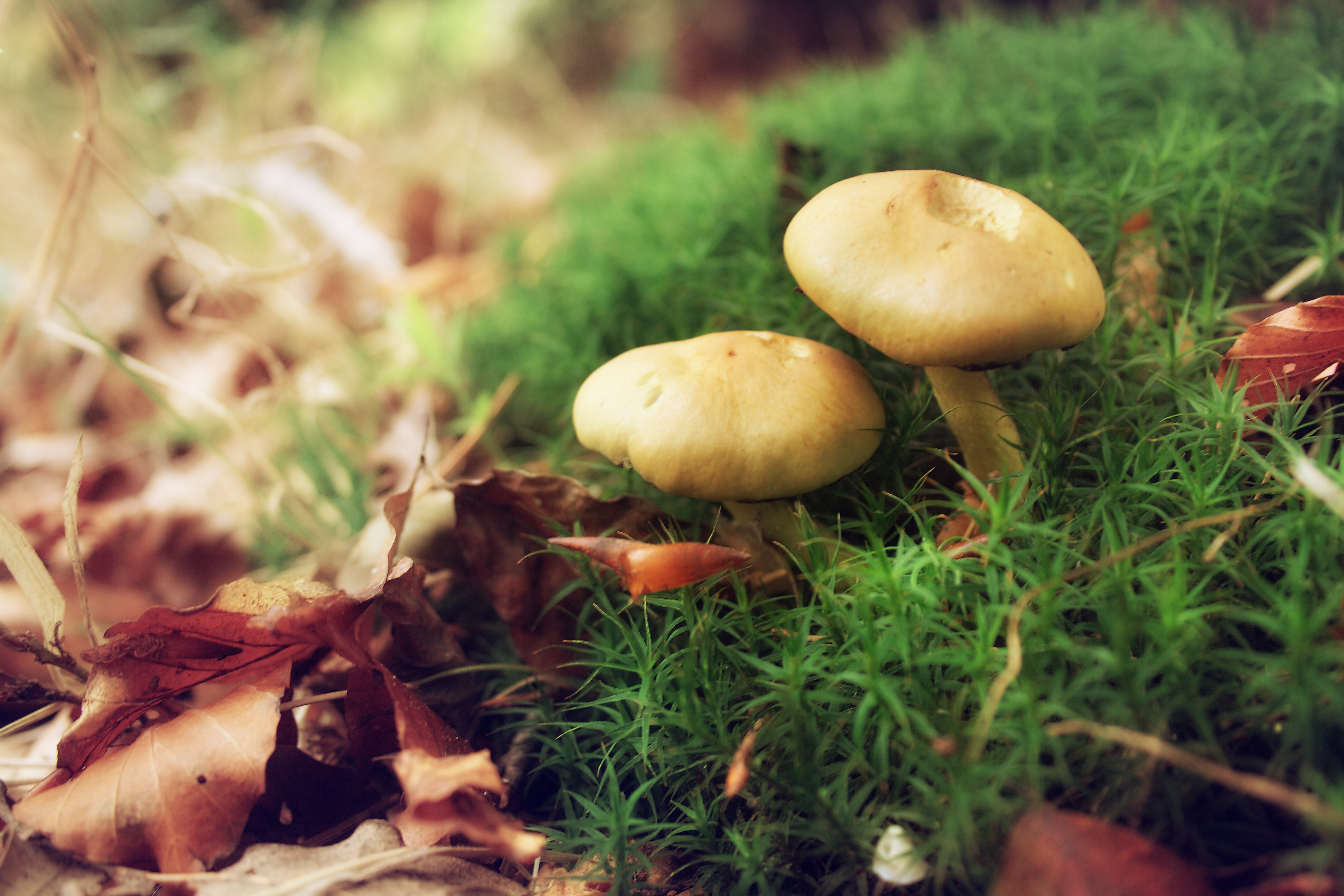
Грибной мир природного парка

Горные породы в парке представлены песчаниками, кварцитами, известняками и сланцами.
Среди флоры парка на высотах до 900 м преобладают дубы; на участках от 900 до 1200 м — сосна обыкновенная; между 1200 и 1650 м — бук, выше — сосна чёрная, луга и кустарники. Буковые леса в Монкайо считаются одними из самых южных в Европе.
Территория парка богата микологическими видами: Amanita caesarea (цезарский гриб), Boletus edulis (белый гриб), Boletus aereus (боровик бронзовый), Russula virescens (сыроежка зеленоватая), Clitocybe geotropa (говорушка подогнутая), а также ядовитые грибы Amanita phalloides (бледная поганка).
В парке произрастает один из эндемичных видов камнеломки.

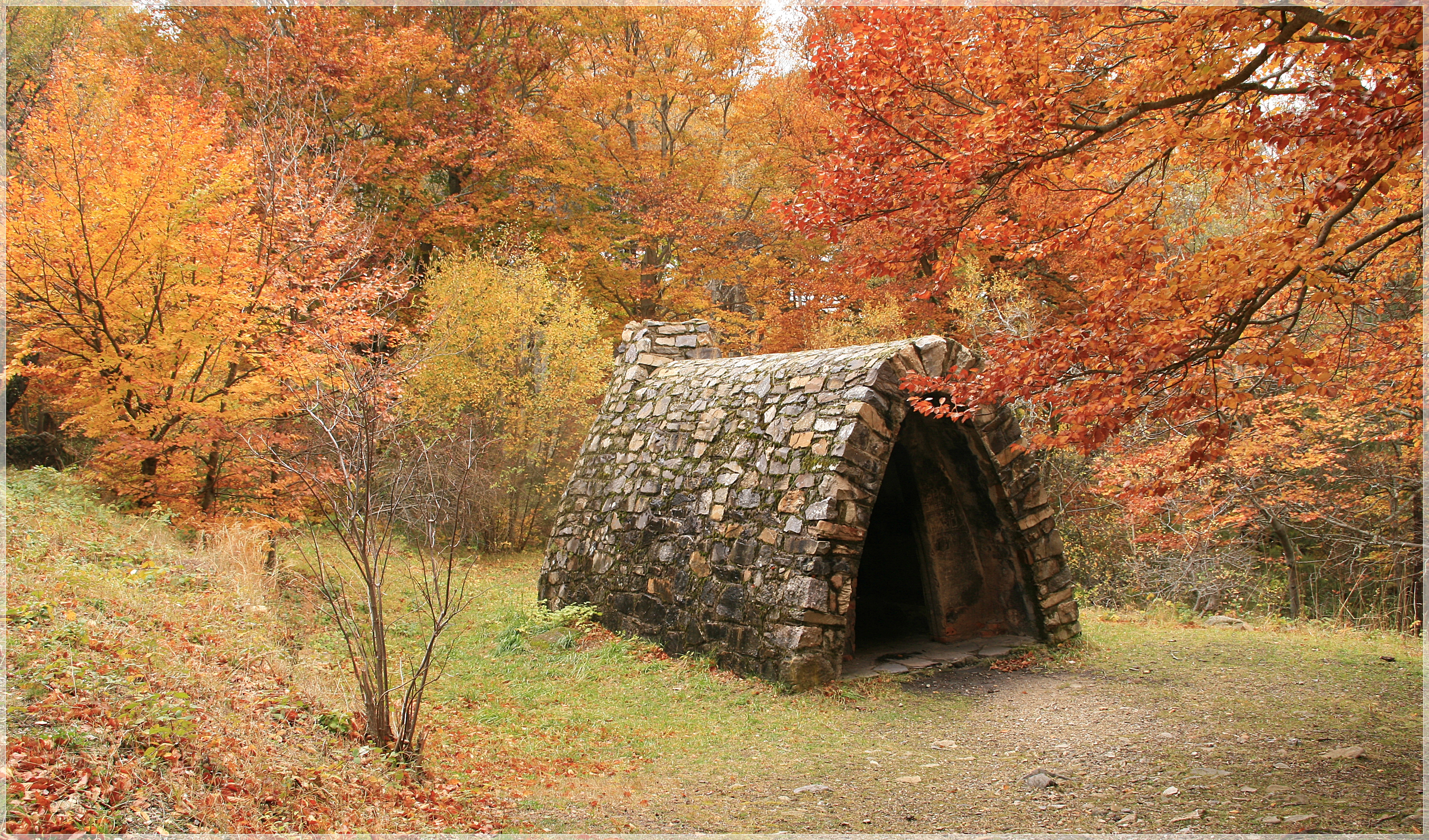
Осень в Монкайо

Животный мир разнообразен. Тут обитают такие животные как косуля, кабан, лиса, леопард, куница, ящерица, гадюка, беркут, стервятник, гриф, ястреб, куропатка, горлица.

## Достопримечательности
На высоте 1620 метров находится Святилище Девы Монкайо. У подножия гор в муниципалитете Вера-де-Монкайо находится цистерцианский монастырь Веруэла, основанный в 1146 году и место, где некоторое время останавливался поэт Густаво Адольфо Беккер, ища в нем благоприятный климат после того, как заболел туберкулезом. Санаторий Аграмонте сегодня заброшен.

## Туризм
В природном парке достаточно развит пешеходный туризм. Здесь оборудованы маршруты для занятия треккингом, велосипедными прогулками и альпинизмом. Посещение парка бесплатное.